# Diljá Pétursdóttir
Diljá Pétursdóttir (művésznevén: Diljá, Kópavogur, 2001. december 15. – ) izlandi énekesnő. Ő képviselte Izlandot a 2023-as Eurovíziós Dalfesztiválon, Liverpoolban, a Power című dalával.

## Pályafutása
2015-ben részt vett az Ísland Got Talent tehetségkutató műsorban, melynek köszönhetően elindult a zenei pályája. 2020-ban Koppenhágába költözött, ahol fizioterápiás tanulmányokat végzett, közben pedig az énekessel is foglalkozott.
2023. február 4-én a RÚV bejelentette, hogy az énekesnő résztvevője lesz a 2023-as Söngvakeppnin izlandi eurovíziós nemzeti válogatónak. Lifandi inni í mér című dalával az első elődöntőben vett részt, ahonnan továbbjutott a verseny döntőjébe. A március 4-i döntőben már az angol nyelvű, eurovíziós változatát adta elő a versenydalának. A Power című dal a zsűri és a nézők szavazati alapján bekerült a legjobb kettőbe, ahol végül a közönségnek köszönhetően megnyerte a válogatót így ő képviselhette hazáját az Eurovíziós Dalfesztiválon. Versenydalát a május 11-én rendezendő második elődöntő első felében adta elő, ahonnan nem jutott tovább a döntőbe.
A Lifandi inni í mér az izlandi kislemezeladási lista 11. helyéig jutott, míg a Power a 29. helyen nyitott.

## Diszkográfia

### Kislemezek
- Lifandi inni í mér / Power (2023)